# Palmetto (métro de Miami)
Pour les articles homonymes, voir Palmetto.
Palmetto est une station de métro à Medley, dans le comté de Miami-Dade, en Floride, aux États-Unis. Terminus nord-ouest de la ligne verte du métro de Miami, elle a ouvert le 30 mai 2003.